# 方济各会教堂 (圣帕尔滕)
方济各会教堂（Franziskanerkirche）供奉天主圣三（Dreifaltigkeit），是一座罗马天主教堂区教堂，属于天主教圣帕尔滕教区圣帕尔滕总铎区，位于下奥地利州圣帕尔滕的市政厅广场。教堂和方济各修道院已列为保护文物。

## 历史
修道院教堂建于1757年至1768年，由巴洛克建筑大师马蒂亚斯·蒙格纳斯特建造。1785年以前，这是加尔默罗会修道院的教堂，供奉布拉格圣婴。1785年，该教堂改为堂区教堂，由方济各会管理。1986年修复。

## 建筑
教堂东面与修道院建筑群相邻，洛可可风格的正立面占据了市政厅广场的北侧。门上刻有17世纪的布拉格圣婴像。中殿亦为精致奢华的洛可可风格。
祭坛可能由安德烈亚斯·格鲁伯（1770/1772）完成。有四幅祭坛画“加尔默罗山圣母”（1773）、“德肋撒”（1772）、“猶達·達陡”（1771）、“臬玻穆的若望”（1771）是马丁·约翰·施密特的作品。